# Roberto Aguirre-Sacasa
Roberto Aguirre-Sacasa (Managua, 15 novembre 1973) è uno sceneggiatore, drammaturgo e fumettista nicaraguense naturalizzato statunitense.
È noto per il suo lavoro alla Marvel Comics e per le serie tv di Glee e Big Love; successivamente è diventato capo creativo della Archie Comics.

## Biografia
Roberto Aguirre-Sacasa è cresciuto a Washington DC, il figlio di Francisco Xavier Aguirre Sacasa, diplomatico nicaraguense, allora ministro degli esteri. Ha frequentato la Georgetown Preparatory School a North Bethesda, nel Maryland, seguita dalla Georgetown University, dove ha studiato sceneggiatura con Donn B. Murphy. Successivamente ha conseguito un Master in letteratura inglese presso la McGill University e si è laureato alla Yale School of Drama nel 2003.
Sebbene abbia scritto alcune opere teatrali al liceo, è stato dopo il college, mentre lavorava come pubblicista al Shakespeare Theatre, che aveva avuto l'opportunità di frequentare un seminario di sceneggiatura di una settimana sotto Paula Vogel durante la sua residenza 1998-99 all'Arena Stage a Washington DC, Vogel aveva invitato i teatri della zona invitando loro di mandare dei "drammaturghi residenti" e il direttore della compagnia Michael Kahn ha inviato Aguirre-Sacasa. Lei gli disse di "fare sul serio" riguardo alla scrittura di opere teatrali e così iniziò a fare domanda per i programmi di laurea in sceneggiatura.
I primi lavori durante il suo primo anno a Yale includono Say You Love Satan una commedia romantica parodia de Il presagio un dramma familiare con toni soprannaturali; buone recensioni sulle produzioni estive di quelli che lo hanno aiutato a ottenere un agente professionale. Rough Magic, un'interpretazione di The Tempest di Shakespeare in cui Caliban fugge dall'isola di Prospero e si ritrova nell'odierna New York, è stato prodotto a Yale durante il suo ultimo anno lì.

## Carriera

### Scrittore

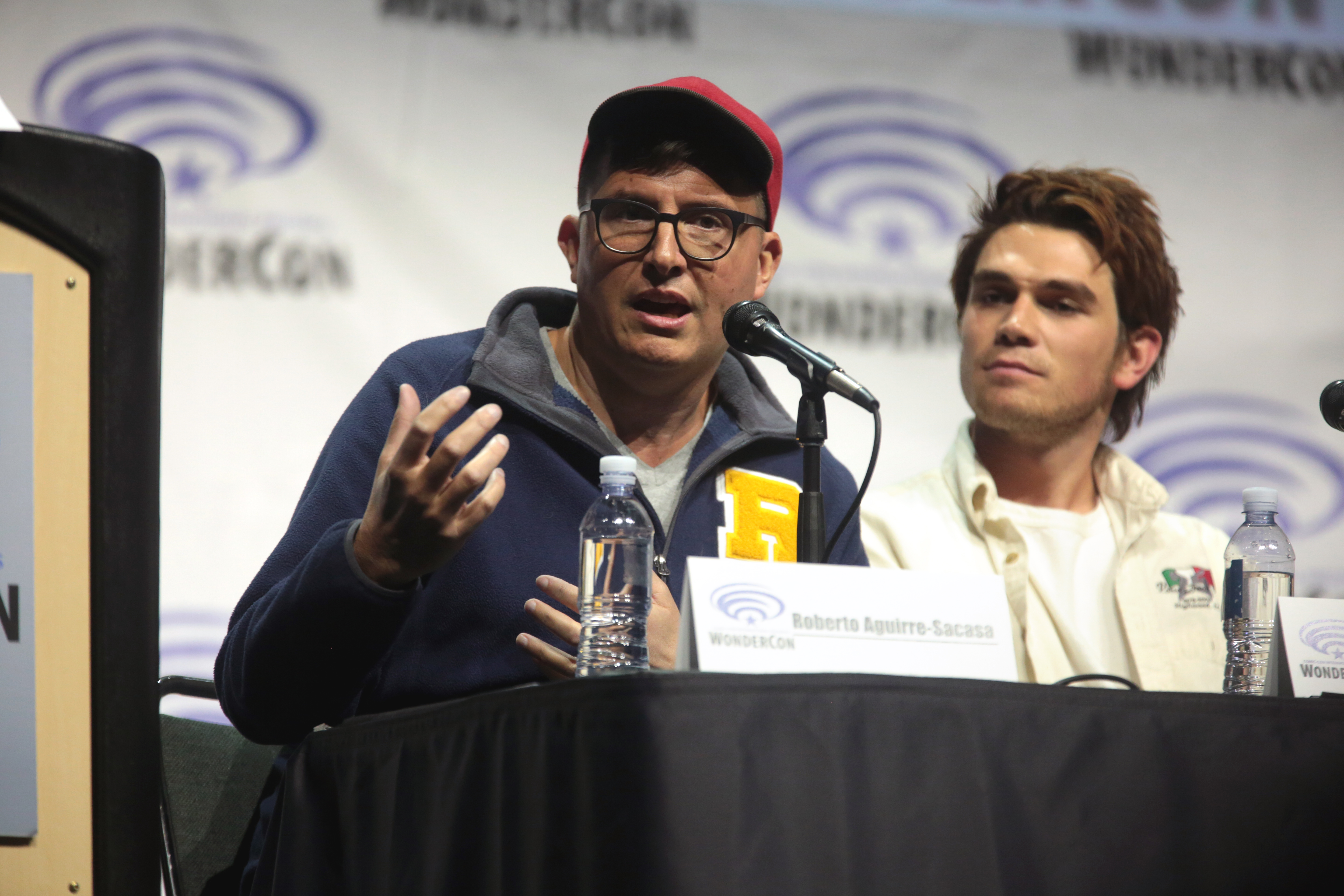
Roberto e l'attore che interpreta Archie, KJ Apa.

Il 4 aprile 2003, la Dad Garage Theatre Company ad Atlanta aveva in programma il debutto della nuova opera di Aguirre-Sacasa, Archie's Weird Fantasy, che ritraeva il residente più famoso di Riverdale. Il giorno prima dell'apertura del gioco, Archie Comics ha emesso un ordine di sospensione e di ritiro, minacciando il contenzioso se il gioco procedeva come scritto. Il regista artistico di Dad's Garage, Sean Daniels, ha dichiarato: "L'opera teatrale consisteva nel dipingere Archie e i suoi amici da Riverdale crescendo, uscendo e affrontando la censura." Archie Comics ha pensato che se Archie fosse stato interpretato gay, avrebbe diluito e offuscato la sua immagine ". È stato aperto pochi giorni dopo con "Weird Comic Book Fantasy" con i nomi dei personaggi cambiati. Aguirre-Sacasa in seguito divenne uno scrittore e produttore della serie televisiva Riverdale.
Altre opere teatrali prodotte nel 2003 furono The Mystery Plays di New York, che aveva vinto un premio per la scrittura l'anno precedente al Kennedy Center, e una produzione di successo di Carrie al New York International Fringe Festival del 2003.
La sceneggiatura è proseguita insieme alla scrittura di fumetti, con diverse produzioni di opere nuove e antiche. Nel 2006, il suo semi-autobiografico basato su una storia completamente vera (su uno scrittore / drammaturgo di fumetti che lotta con i nuovi problemi di successo e di fidanzamento) è stato rappresentato al prestigioso Manhattan Theatre Club di New York. Quando è stato chiesto da The Advocate, "Quale è arrivato per primo, essere un fanatico dei fumetti o essere gay?" rispose: "Direi che probabilmente ero un fanatico del fumetto prima che sapessi di essere gay o etero, sicuramente amavo i supereroi prima che sapessi di essere gay...".
Good Boys e True, su un video di sex tape che inizia a circolare attorno a una scuola di preparazione per ragazzi all'aperto fuori Washington, DC, presentata in anteprima allo Steppenwolf Theatre di Chicago nell'inverno del 2008.
A metà del 2009, il Round House Theatre di Bethesda, nel Maryland, ha presentato la sua opera The Picture of Dorian Gray, tratto dal romanzo di Oscar Wilde. Nello stesso anno, Aguirre-Sacasa finì Marvel Comics Marvel Divas miniserie, e ha iniziato a lavorare come scrittore per la HBO nella serie Big Love, una posizione che ha proseguito nel 2010 durante la quarta stagione dello show. Nel febbraio 2010, è stato annunciato di scrivere il libro per l'adattamento musicale del romanzo American Psycho.
Nella costa meridionale a Costa Mesa, in California, ha presentato la première del suo dramma Doctor Cerberus nella primavera 2010. Ha anche rivisitato il musical di Robert Benton È un uccello... È un aereo... È Superman per il Dallas Theater al centro di produzione a Dallas, in Texas, nel giugno 2010.
Nel 2011, Aguirre-Sacasa è stato avvicinato dai produttori del tormentato musical di Broadway Spider-Man: Turn Off the Dark per aiutare a riscrivere la sceneggiatura.
Nel maggio 2011, Aguirre-Sacasa è stato assunto come co-produttore e scrittore di Glee. Due mesi dopo, è stato assunto per scrivere il fumetto che Archie incontra Glee, pubblicato nel 2013.
L'Almeida Theatre di Londra ha dichiarato nell'aprile 2013 che Aguirre-Sacasa sta scrivendo la sceneggiatura di un musical basato sul romanzo di Bret Easton Ellis, American Psycho, in programma dal 3 dicembre 2013 al 25 gennaio 2014.

### Fumetti
Aguirre-Sacasa è cresciuto apprezzando i fumetti, ricordando nel 2003: "Mia madre ci portava fuori al 7-Eleven su River Road durante l'estate, e prendevamo la Slurpees e compravamo i fumetti dalla rastrelliera. Li leggevo tutti più e più volte, e disegnavo le mie foto e altre cose. " Ha iniziato a scrivere per Marvel Comics, ha spiegato, quando "Marvel ha ingaggiato un editore per trovare nuovi scrittori, e l'hanno assunta da un'agenzia teatrale, quindi ha iniziato a chiamare teatri chiedendo se conoscevano qualche drammaturgo che potesse essere utile per fumetti un paio di teatri diversi hanno detto che dovrebbe guardarmi, così mi ha chiamato, le ho mandato un paio di mie commedie e lei ha detto "Fantastico, ti piacerebbe inserire un paio di fumetti?"
Le sue prime osservazioni erano "non per quello che era interessato il personaggio" ma alla fine fu firmato per i Fantastici Quattro, con i primi numeri pubblicati all'inizio del 2004. La favola dei Fantastici Quattro di 11 pagine "Il vero significato di... "era nel Marvel Holiday Special 2004. Ha continuato a scrivere i Fantastici 4 in Marvel Knights 4, uno spin-off del titolo di vecchia data di quel team di supereroi e storie per Nightcrawler vol. 3; The Sensational Spider-Man vol. 2; e Dead of Night con Man-Thing.
Nel maggio 2008 Aguirre-Sacasa scrivette i Fantastici Quattro con una miniserie tie-in, relativa ad un anno lungo l'infiltrazione della Terra dalla razza aliena mutaforma, gli Skrull, e una miniserie di Angel Revelations con gli artisti Barry Kitson e Adam Polina, rispettivamente. Ha adattato per fumetti il romanzo di Stephen King The Stand.

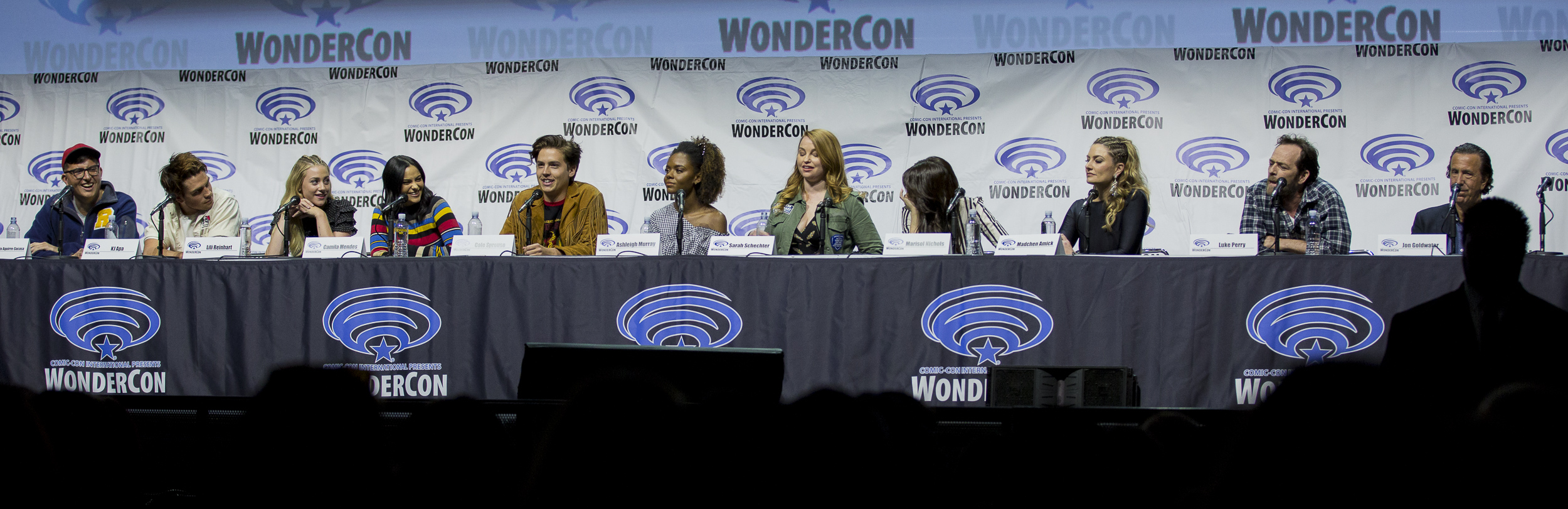
Aguirre con il cast di Riverdale al Wonder Con a Anaheim, California

Nel 2013, ha creato Afterlife con Archie, raffigurante Archie Andrews nel bel mezzo di un'apocalisse zombi; il successo del libro portò Aguirre-Sacasa ad essere nominato capo direttore creativo della Archie Comics.

### Film e televisione
Aguirre-Sacasa ha scritto l'adattamento cinematografico del remake di Stephen King "Carrie - Lo sguardo di Satana", pubblicato nell'ottobre 2013. Scrisse anche The Town That Dreaded Sundown, un remake dell'omonimo film cult La città che temeva il tramonto.
Aguirre-Sacasa ha scritto alcuni episodi televisivi di Glee, Big Love e Looking. Inoltre, è lo sviluppatore della serie Riverdale e Le terrificanti avventure di Sabrina.

## Premi
Ha ricevuto le nomination per il GLAAD Media Award per Golden Age e per Carrie - Lo sguardo di Satana, con quest'ultimo ha vinto un premio per l'International Fringe Festival Excellence. È stato candidato per un Harvey Award come miglior nuovo talento per il suo lavoro su Marvel Knights 4.

## Filmografia

### Sceneggiatore

#### Cinema
- Lo sguardo di Satana - Carrie (Carrie), regia di Kimberly Peirce (2013)
- The Town That Dreaded Sundown, regia di Alfonso Gomez-Rejon (2014)

#### Televisione
- Big Love – serie TV, 3 episodi (2009-2011)
- Glee – serie TV, 6 episodi (2011-2014)
- Looking – serie TV, 2 episodi (2014)
- Supergirl – serie TV, 3 episodi (2015-2016)
- Riverdale – serie TV (2017-2023)
- Le terrificanti avventure di Sabrina - serie TV (2018-2021)
- Katy Keene - serie TV (2020)
- Pretty Little Liars: Original Sin - serie TV (2022-2024)

### Produttore
- Big Love – serie TV, 10 episodi (2011)
- Glee – serie TV, 44 episodi (2012-2014)
- Supergirl – serie TV, 19 episodi (2015-2016)
- Riverdale – serie TV, 14 episodi (2017-2023)
- Le terrificanti avventure di Sabrina - serie TV, 10 episodi (2018-2020)
- Katy Keene - serie TV (2020)
- Pretty Little Liars: Original Sin - serie TV (2022-2024)

### Fumetti
- Marvel Knights 4 # 1-27 (aprile 2004 - aprile 2006), continuato come Four # 28-30 (maggio 2006 - luglio 2006)
- Nightcrawler  # 1-12 (novembre 2004 - gennaio 2006)
- The Sensational Spider-Man vol. 2, # 23-40 (luglio 2006 - ottobre 2007)
- Dead of Night con Man-Thing  # 1, 4 (aprile e luglio 2008)
- Secret Invasion: Fantastic Four # 1-3 (luglio - settembre 2008)
- Angel: Revelations # 1-5 (luglio - novembre 2008)
- The Stand: Captain Trips # 1-5 (inizio dicembre 2008 - marzo 2009)
- The Stand: American Nightmares # 1-5 (maggio - ottobre 2009)
- Marvel Divas # 1-4 (settembre-dicembre 2009)
- The Stand: Soul Survivors # 1-5 (dicembre 2009 - maggio 2010)
- The Stand: Hardcases # 1-5 (agosto 2010 - gennaio 2011)
- Loki vol. 2, # 1-4 (miniserie di quattro numeri) (dicembre 2010 - maggio 2011)
- The Stand: No Man's land # 1-5 (aprile - agosto 2011)
- The Stand: The Night Has Come # 1-6 (ottobre 2011 - marzo 2012)
- Archie Meets Glee # 641-644 (marzo 2013 - giugno 2013)
- Afterlife con Archie # 1 - presente (ottobre 2013 - in corso)
- Chilling Adventures of Sabrina # 1 - presente (ottobre 2014 - in corso)